# Норсборг (станція метро)
59°14′38″ пн. ш. 17°48′47″ сх. д. / 59.243888888889° пн. ш. 17.813055555556° сх. д.
«Норсборг» (швед. Norsborg) — кінцева станція Червоної лінії Стокгольмського метрополітену, обслуговується потягами маршруту Т13.
Станція була відкрита 12 січня 1975 року як південно-західна кінцева розширення від Фіттья.

Відстань до Слюссена становить 20.8 км.
Пасажирообіг станції в будень —	2,850 осіб (2019)

Розташування: мікрорайон Норсборг, муніципалітет Ботчирка
Конструкція: відкрита наземна станція з однією острівною прямою платформою.
Нове депо Норсборгсдепон було побудовано безпосередньо біля станції Норсборг в 2012 — 2016 рр, і в ньому розміщені нові поїзди SL C30, які почали працювати на червоній лінії в 2020 році.

## Операції
| Попередня станція   | Лінія | Лінія     | Лінія | Наступна станція |
| ------------------- | ----- | --------- | ----- | ---------------- |
| Галлунда до Ропстен |       | Лінія T13 |       | Кінцева          |